# 後藤正明
後藤 正明（ごとう まさあきら/まさあき、生没年不詳）は、室町時代の武将。肥前後藤氏の第16代当主（武雄領主）。左衛門太夫と号す。第15代当主後藤英明の子。

## 経歴
第15代当主後藤英明の子として生まれる。正長元年11月6日（1428年12月22日）に将軍足利義教の命を奉じた九州探題兼肥前守護渋川義俊から塚崎庄の地頭職の下知状を受けている。なお、父英明は長島庄の地頭職を兼領しており、下知状には英明の跡を継ぐべき旨記載されていることから、長島庄の地頭職も同時に継いだとも考えられる。